# Elizabeth Olsen
Elizabeth Olsen (anglès: Elizabeth Chase Olsen)  (Sherman Oaks, 16 de febrer de 1989) Elizabeth Chase Olsen és una actriu i model estatunidenca.

## Biografia
Elizabeth és filla de Jarnette «Jarnie» Jones, una administradora personal, i David «Dave» Olsen, un desenvolupador de béns seents i banquer hipotecari. Elizabeth és la germana menor de les bessones Mary-Kate Olsen i Ashley Olsen que es van fer famoses com a estrelles de cinema i TV de ben jovenetes. El seu germà gran es diu Trent Olsen, i també té dos germanastres. Els Olsen tenen ascendència noruega per part del seu pare.
El 1995, els pares d'Elizabeth es van divorciar. El seu pare es va tornar a casar, i del segon matrimoni del seu pare, ella té una germanastra petita, Courtney «Taylor» Olsen i un germanastre, Jake.
De petita, Elizabeth va rebre classes de ballet i cant. Va començar a actuar a una edat molt jove, apareixent en les pel·lícules de les seves germanes. Abans dels onze anys, Elizabeth va tenir petits papers a How the West Was Fun i la sèrie de vídeos musicals The Adventures of Mary-Kate & Ashley. Havent aparegut en els vídeos de les seves germanes, quan estava a quart, Elizabeth va començar a anar a audicions per a altres projectes.
Va assistir a la Campbell Hall School a North Hollywood, Califòrnia, des del jardí d'infància fins al grau 12. Després de la seva graduació, es va inscriure en la Tisch School of the Arts de la Universitat de Nova York. El 2009, Elizabeth va passar un semestre estudiant a Moscou, Rússia, a l'Escola de Teatre d'Art de Moscou a través del programa MATS en el Eugene O'Neill Theater Center.
Elizabeth va anar a la Tisch School of the Arts de la Universitat de Nova York i la Atlantic Theater Company i es va graduar al març de 2013 després de sis anys d'estudi intermitent. La línia de roba de les seves germanes «Elizabeth and James» va ser batejada per ella i el seu germà gran.

### Vida personal
Elizabeth havia estat sortint amb l'actor Boyd Holbrook des de setembre de 2012 després de conèixer-se en la pel·lícula Very Good Girls. El març de 2013, la parella es va comprometre. El gener de 2015, la parella va trencar i va cancel·lar el seu compromís.
Va tenir una relació amb l'actor i col·lega Tom Hiddleston.

## Trajectòria professional
Elizabeth va començar a actuar quan tenia quatre anys i va coprotagonitzar sis de les produccions de Mary-Kate i Ashley; també va fer una audició per a la pel·lícula Spy Kids. Va estar a punt de deixar l'actuació el 2004 pel frenesí mediàtic que va envoltar el desordre d'aliments de Mary-Kate.
El seu primer paper important va arribar el 2011, quan va aparèixer en la pel·lícula aclamada per la crítica Martha Marcy May Marlene. Va ser nominada i va guanyar nombrosos premis de la crítica per la seva interpretació del personatge protagonista, Martha, una noia que sofreix paranoia i deliris després de fugir d'una secta i tornar amb la seva família. A continuació va aparèixer en la versió de la pel·lícula de terror Silent House, en la qual va interpretar el paper de Sarah. Olsen va filmar la pel·lícula Llums vermells a mitjans de 2011, i va ser llançada als Estats Units el 13 de juliol de 2012. Va protagonitzar la pel·lícula de Josh Radnor Liberal Arts, que va ser llançada el 22 de gener de 2012. Ella i Dakota Fanning van protagonitzar Very Good Girls, llançada el 2013.
El gener de 2013 va ser nominada per al Premi BAFTA a l'estrella emergent. Va coprotagonitzar el 2013 el remake nord-americà de la pel·lícula sud-coreana de 2003 Oldboy; hi va interpretar Marie, una jove treballadora social que té una relació amb el protagonista, interpretat per Josh Brolin. Olsen va interpretar a Edie Parker, la primera esposa de Jack Kerouac i autora de les memòries de la generació beat «You'll Be Okay», a Kill Your Darlings (2013).
També va protagonitzar la versió de Godzilla el 2014, al costat de Bryan Cranston i Aaron Taylor-Johnson. D'altra banda, va interpretar a la Scarlet Witch a Avengers: Age of Ultron, la seqüela de 2015 de The Avengers. Va aparèixer com el personatge per primera vegada en una escena en els crèdits de la pel·lícula Captain America: The Winter Soldier, una altra vegada al costat de la seva coestrella de Godzilla Taylor-Johnson, que va interpretar al seu germà Quicksilver. Va repetir com a Bruixa Escarlata en la pel·lícula de 2016 Capità Amèrica: Civil War, Avengers: Infinity War i Avengers: Endgame
El setembre de 2014, es va anunciar que Olsen interpretaria a Audrey Williams; esposa, mánager i companya de duo de Hank Williams, en la pel·lícula biogràfica de 2015 I Saw the Light, dirigida per Marc Abraham i protagonitzada per Tom Hiddleston com Hank Williams.
El febrer de 2018, es va confirmar el paper de Olsen com a protagonista de “Sorry For Your Loss”, una sèrie de deu episodis per Facebook, de la qual també formaria part de l'equip de producció.

## Filmografia

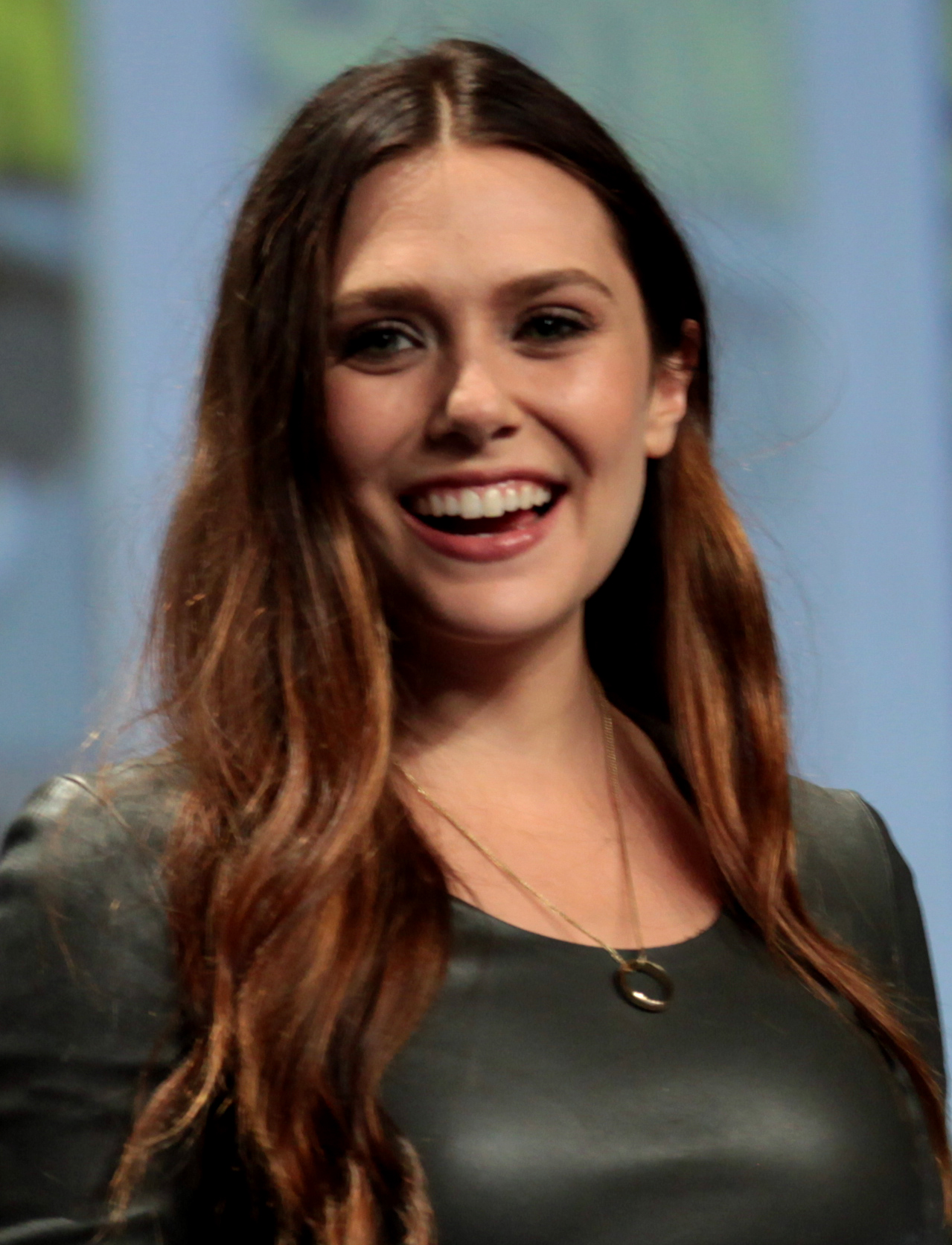
Elizabeth en la Convenció Internacional de Còmics de San Diego de 2015.

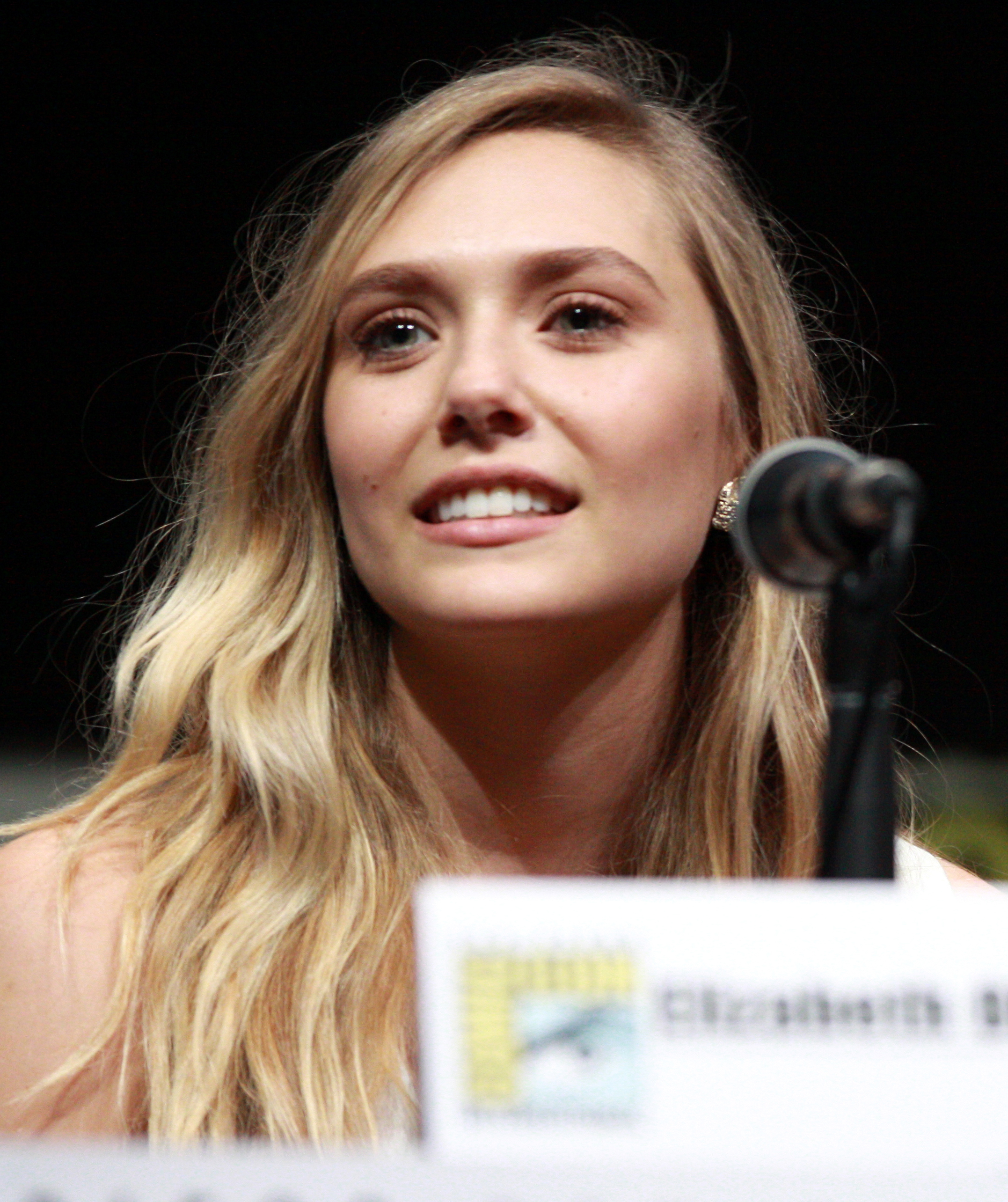
Olsen en la Convenció Internacional de Còmics de San Diego de 2013.

### Cinema
| Any  | Títol                                       | Personatge                        | Notes                                       |
| ---- | ------------------------------------------- | --------------------------------- | ------------------------------------------- |
| 2011 | Martha Marcy May Marlene                    | Martha                            |                                             |
| 2011 | Silent House                                | Sarah                             | Premi Fangoria a la Millor Actriu Principal |
| 2011 | Peace, Love & Misunderstanding              | Zoe                               |                                             |
| 2012 | Llums vermells                              | Sally Owen                        |                                             |
| 2012 | Liberal Arts                                | Zibby                             |                                             |
| 2013 | Kill Your Darlings                          | Edie Parker                       |                                             |
| 2013 | Very Good Girls                             | Gerry                             |                                             |
| 2013 | Oldboy                                      | Marie Sebastian                   |                                             |
| 2013 | En secret                                   | Therese Raquin                    |                                             |
| 2014 | Captain America: The Winter Soldier         | Wanda Maximoff / Bruixa Escarlata | Sense acreditar, escena post-crèdits        |
| 2014 | Godzilla                                    | Doble ela Brody                   |                                             |
| 2015 | Avengers: Age of Ultron                     | Wanda Maximoff / Bruixa Escarlata |                                             |
| 2015 | I Saw the Light                             | Audrey Williams                   |                                             |
| 2016 | Capità Amèrica: Civil War                   | Wanda Maximoff / Bruixa Escarlata |                                             |
| 2017 | Ingrid Goes West                            | Taylor Sloane                     |                                             |
| 2017 | Wind River                                  | Jane Bàner                        |                                             |
| 2017 | Kodachrome                                  | Zoe Barnes                        |                                             |
| 2018 | Avengers: Infinity War                      | Wanda Maximoff / Bruixa Escarlata |                                             |
| 2019 | Avengers: Endgame                           | Wanda Maximoff / Bruixa Escarlata |                                             |
| 2022 | Doctor Strange in the multiverse of madness | Wanda Maximoff / Bruixa Escarlata |                                             |
| 2024 | The Assessement                             | Mia                               |                                             |

### Televisió
| Any         | Títol                                                             | Personatge                        | Notes                                      |
| ----------- | ----------------------------------------------------------------- | --------------------------------- | ------------------------------------------ |
| 1990        | Full House                                                        | Ella mateixa                      | Pel·lícula per a televisió                 |
| 1993        | Our First Video                                                   | Ella mateixa                      | Pel·lícula per a televisió                 |
| 1993        | Olsen Twins Mother's Day Special                                  | Ella mateixa                      | Pel·lícula per a televisió                 |
| 1994        | The Adventures of Mary-Kate and Ashley: The Case of Thorn Mansion | Ella mateixa                      | Pel·lícula per a televisió                 |
| 1994        | How the West Was Fun                                              | Nena en l'acte                    | Pel·lícula per a televisió                 |
| 1995 - 1996 | The Adventures of Mary-Kate and Ashley Olsen                      | Ella mateixa                      | 4 episodis                                 |
| 2016        | Drunk History                                                     | Norma Kopp                        | Convidada, episodi: "Siblings"             |
| 2017        | HarmonQuest                                                       | Stirrip                           | Convidada, episodi: "The Keystone Obelisk" |
| 2018-2019   | Sorry for Your Loss                                               | Leigh Shaw                        | Principal; productora executiva            |
| 2020        | WandaVision                                                       | Wanda Maximoff / Bruixa Escarlata | Principal, sèrie de Disney+                |
| 2023        | Love & Death                                                      | Candy Montgomery                  | Principal, sèrie de HBO Max                |